# Dinagat (Insel)
Dinagat ist eine Insel im Osten der Philippinen, die zur philippinischen Provinz Dinagat Islands gehört und in der Philippinensee liegt.
Der Sitz der Provinzregierung befindet sich in der Gemeinde San Jose im Südwesten der Insel.

## Geografie
Im Norden der Insel erstreckt sich der Golf von Leyte, im Westen liegt die Insel Leyte, gegenüber der Straße von Surigao. Im Süden befindet sich die Provinz Surigao del Norte, dem nordöstlichen Teil der Insel Mindanao mit den ihr zugehörigen Inseln Gaboc Channel und Nonoc. Die Inseln Awasan Bay, Hanigad und Hikdop, ebenfalls zu Surigao del Norte gehörend, liegen im Südwesten. Im Osten öffnet sich die Philippinensee. 30 km im Südosten liegen die Inseln Siargao und Bucas Grande.
Die Insel erstreckt sich von Nord nach Süd über eine Länge von 60 km, ihre Breite misst 20 km und ihre Fläche beträgt 769,2 km². Die höchste Erhebung ist mit 929 m der Redondo im Norden der Insel Dinagat.
Die Insel ist ein bekanntes Touristenziel und zeichnet sich durch zahlreiche große und zerklüftete Felsformationen, sehenswerte Höhlen, Bergseen und Buchten aus. Diese sind ein Fundgebiet für Schmucksteine.

## Fauna
Neben Seeadlern und Suppenschildkröten leben auf der Insel drei endemische Säugetierarten, darunter der Dinagat-Rattenigel (Podogymnura aureospinula), die Dinagat-Borkenratte (Crateromys australis) und die Dinagat-Haarschwanzratte (Batomys russatus). Weitere Tierarten umfassen den Silberfischer (Alcedo argentata), den Mindanaohornvogel (Aceros leucocephalus), den Glanzflügel-Nektarvogel (Aethopyga pulcherrima), den Grünrücken-Nektarvogel (Cinnyris jugularis), den Rotsteißkakadu (Cacatua haematuropygia), den Philippinen-Koboldmaki (Tarsius syrichta), die Flughundart Desmalopex leucopterus und die Philippinische Segelechse (Hydrosaurus pustulatus).

## Bevölkerung, Sprache und Religion
Die Volksgruppe der Surigaonon ist die größte der in dieser Gegend beheimateten ethnischen Gruppierungen. Weitere Volksgruppen in der Provinz sind Filipinos chinesischer, japanischer und arabischer Herkunft. Europäische und amerikanische Einflüsse sind in der Kultur dieses Gebietes aber ebenso offenkundig.
Etwa 95 % der Menschen verwenden den Dialekt Surigaonon. Die Sprachen Cebuano und Boholano sind, zwar mit einem Tausūg-Akzent versehen, aber ebenso verbreitet. Weitere Minderheiten sprechen Waray-Waray und Tagalog, wobei die Meisten zudem die englische Sprache beherrschen.
Die vorherrschende Religion ist die der Römisch-katholischen Kirche. Andere verbreitete Glaubensrichtungen sind die Aglipayan Kirche und Protestanten.
In der Gemeinde San Jose befindet sich das Hauptquartier der Philippine Benevolent Missionaries Association, Inc., einer pseudo-christlichen Sekte, die 1965 auf Dinagat gegründet wurde.
Die Insel wird in der einheimischen vorchristlichen Religion als „heiliges Land“ angesehen, da sich hier der Gott der Taifune von Da, dem Gott des Friedens, überreden ließ, seine Attacken auf die Inseln einzustellen.

## Verwaltungsgliederung
Auf der Insel finden sich – als Teil der Provinz Dinagat Islands – 7 eigenständig verwaltete Gemeinden:
| - Basilisa (Rizal) - Cagdianao - Dinagat - Libjo (Albor) - Loreto im Norden, einschließlich der Insel Hibuson im Nordwesten - San Jose im Südwesten - Tubajon |

Diese Gemeinden wiederum sind in insgesamt 100 Barangays (Ortsteile) untergliedert.

## Geschichte
Die 1855 gegründete Gemeinde Dinagat ist die älteste auf der Insel.
Während des Zweiten Weltkrieges waren die Gewässer vor der Insel Schauplatz einer der wichtigsten Schlachten des Pazifikkrieges, der See- und Luftschlacht im Golf von Leyte, die auch in der Straße von Surigao stattfand. Dinagat war das Eingangstor der philippinisch-amerikanischen Befreiungskräfte vor der Rückkehr General Douglas MacArthurs nach Leyte (→ Schlacht um Leyte). Der US-General sagte, Dinagat wäre eine der „drei Inseln, die die (südlichen) Philippinen vor den Feinden aus dem Pazifik schützt.“
1960 wurde Dinagat Teil der neuen Provinz Surigao del Norte, 2006 wurde eine eigenständige Provinz Dinagat Islands eingerichtet.

## Sehenswürdigkeiten
- Der Urwald von Mancono
- Die Cambinli Fälle und der Fluss bei Loreto
- Die Insel Pangabangan bei Libjo
- Biasong Beach bei Diganat
- Key Island bei Diganat